# Nikolas Rose

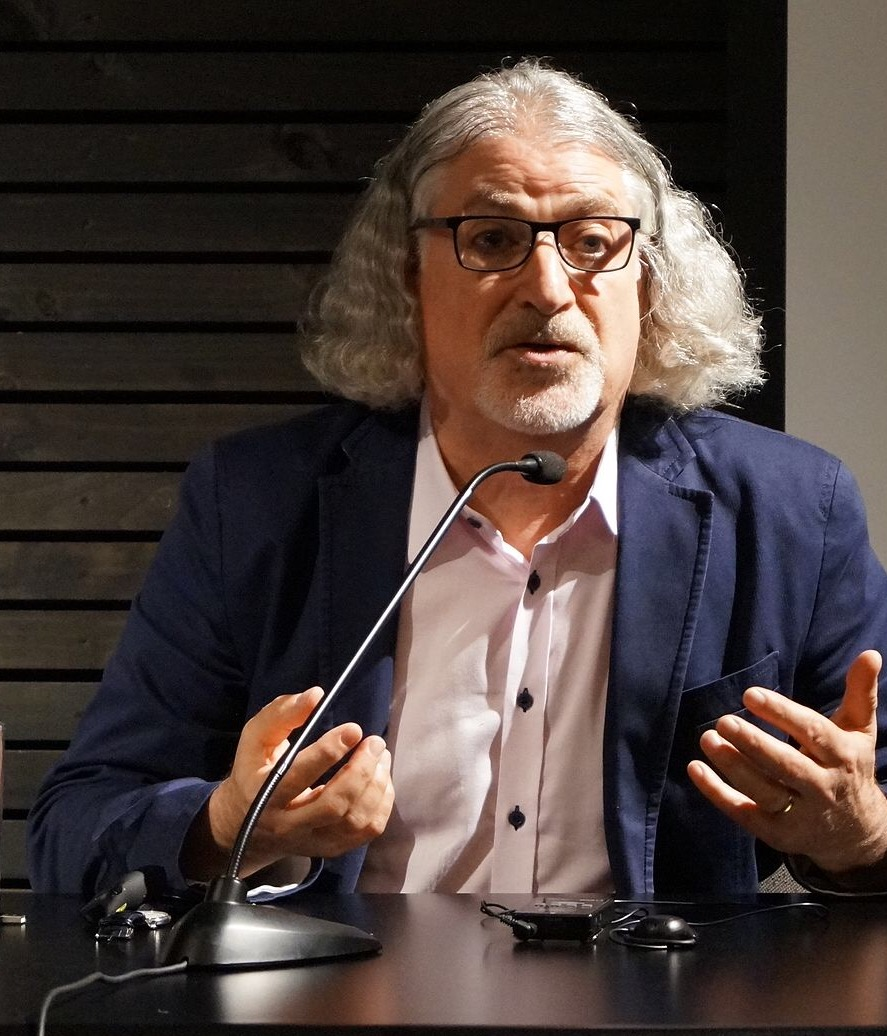
Nikolas Rose (2015)

Nikolas Rose (* 1947) ist ein britischer Soziologe und Sozialtheoretiker. Er ist seit 2012 Professor für Soziologie am King’s College London. Davor hielt er die Position des James Martin White Professor of Sociology an der London School of Economics. Außerdem war er Direktor des Centre for the Study of Bioscience, Biomedicine, Biotechnology and Society (BIOS) in London.
2020 wurde Rose in die British Academy gewählt.

## Leben und Werk
Nach dem Studium der Biologie widmete sich Rose soziologischen und historischen Themen. Er untersuchte hauptsächlich die gesellschaftlichen Auswirkungen von Psychiatrie und Psychopharmakologie. Außerdem forschte er zur Genealogie von Subjektivität, zur Geschichte des Empirizismus innerhalb der Soziologie sowie zur Rationalität hinter politischen Machtstrukturen. Er fungierte als Herausgeber des Journals Economy and Society und ist bis heute Mitherausgeber des BioSocieties, einem interdisziplinären Wissenschaftsjournal. Er ist Mitglied der Königlich Dänischen Akademie der Wissenschaften.
Rose wuchs in London in einer jüdischen Familie auf. Sein Bruder Steven P. Rose ist Professor an der Open University. 
1989 gründete Rose das History of the Present Research Network, ein internationales Netzwerk von Forschern, deren Arbeiten stark von Michel Foucault beeinflusst sind.

## Wichtige Veröffentlichungen

### Bücher
- The Psychological Complex. Psychology, Politics and Society in England, 1869-1939. 1984
- Governing the Soul. The Shaping of the Private Self. 1989, 2. Auflage 1999
- Inventing Our Selves. Psychology, Power and Personhood. 1996
- Powers of Freedom. Reframing Political Thought. 1999
- The Politics of Life Itself. Biomedicine, Power, and Subjectivity in the Twenty-First Century. 2006
- mit Peter Miller: Governing the Present. Administering Economic, Social and Personal Life. 2008

Seine Bücher liegen in folgenden Sprachen vor: Schwedisch, Dänisch, Finnisch, Deutsch, Russisch, Chinesisch, Japanisch, Rumänisch, Portugiesisch und Spanisch.

### Wichtige Kapitel in Sammelbänden
- At Risk of Madness. In: T. Baker und J. Simon (Hrsg.): Embracing Risk. The Changing Culture of Insurance and Responsibility. University of Chicago Press, Chicago 2001, S. 209–237
- Society, madness, and control. In: A. Buchanan (Hrsg.): The Care of the Mentally Disordered Offender in the Community. Oxford University Press, Oxford 2001, S. 3–25
- Power and psychological techniques. In: Y. Bates und R. House (Hrsg.): Ethically Challenged Professions. PCCS Books, Ross-on-Wye 2003, S. 27–46.
- The neurochemical self and its anomalies. In: R. Ericson (Hrsg.): Risk and Morality. University of Toronto Press, 2003, S. 407–437.
- Becoming Neurochemical Selves. In: Nico Stehr (Hrsg.): Biotechnology, Commerce and Civil Society. Transaction Press, 2004
- mit Paul Rabinow: Introduction to The Essential Foucault. Selections from Essential Works of Foucault, 1954–1984. New Press, New York 2004
- mit Carlos Novas: Biological Citizenship. In: Aihwa Ong und Stephen Collier (Hrsg.): Global Assemblages. Technology, Politics and Ethics as Anthropological Problems. Blackwell, Oxford 2005, S. 439–463.
- mit Andrew Barry and Thomas Osborne: Writing the History of the Present. In: Jonathan Joseph (Hrsg.): Social Theory. A Reader. Edinburgh University Press, Edinburgh 2005 (Reprint of selections from Introduction to Foucault and Political Reason, 1996.)

### Wichtige Beiträge in wissenschaftlichen Zeitschriften
- The biology of culpability. Pathological identities in a biological culture. In: Theoretical Criminology. Band 4, Nr. 1, 2000, S. 5–34.
- mit Carlos Novas: Genetic risk and the birth of the somatic individual. In: Economy and Society. Special Issue on configurations of risk, Band 29, Nr. 4, 2000, S. 484–513.
- The politics of life itself. Theory, Culture and Society. Band 18, Nr. 6, 2001, S. 1–30.
- Kontroll. In: Fronesis. 2003, Nr. 14–15, S. 82–101.
- Neurochemical selves. In: Society. Band 41, Nr. 1, November/December 2003, S. 46–59.
- mit Thomas Osborne: Spatial Phenomenotechnics. Making space with Charles Booth and Patrick Geddes. In: Environment and Planning D: Society and Space. Band 22, 2004. S. 209–228.
- Rose, Nikolas: 5E Mental Health? Notes on an emerging style of thought. Transcultural Psychiatry (2025): 13634615251327862.